# Greg Vanney
Greg Vanney (nacido el 11 de junio de 1974 en South Boston, Virginia) es un exfutbolista estadounidense y actual entrenador del Los Angeles Galaxy de la Major League Soccer.

## Selección nacional
Vanney ha sido internacional con la Selección de fútbol de los Estados Unidos, jugó 37 partidos internacionales y ha marcado 1 gol. Debutó en diciembre de 1996 ante Guatemala.

### Participaciones en la Copa de Oro de la Concacaf
| Copa                            | Sede                   | Resultado        |
| ------------------------------- | ---------------------- | ---------------- |
| Copa de Oro de la Concacaf 2000 | Estados Unidos         | Cuartos de final |
| Copa de Oro de la Concacaf 2003 | Estados Unidos, México | Tercer lugar     |
| Copa de Oro de la Concacaf 2005 | Estados Unidos         | Campeón          |

### Participaciones en la Copa FIFA Confederaciones
| Copa                           | Sede    | Resultado     |
| ------------------------------ | ------- | ------------- |
| Copa FIFA Confederaciones 2003 | Francia | Primera ronda |

## Clubes

### Como jugador
| Club                 | País                | Año                 | Partidos | Goles |
| -------------------- | ------------------- | ------------------- | -------- | ----- |
| Selección Absoluta   | Estados Unidos      | 1996-2006           | 37       | 1     |
| Sacramento Scorpions | Estados Unidos      | 1995-1996           | 3        | 3     |
| Los Angeles Galaxy   | Estados Unidos      | 1996-2002           | 168      | 21    |
| Bastia               | Francia             | 2002-2005           | 65       | 0     |
| FC Dallas            | Estados Unidos      | 2005-2006           | 53       | 1     |
| Colorado Rapids      | Estados Unidos      | 2007                | 9        | 0     |
| D.C. United          | Estados Unidos      | 2007                | 15       | 0     |
| Los Angeles Galaxy   | Estados Unidos      | 2008                | 25       | 0     |
| Total en su carrera  | Total en su carrera | Total en su carrera | 375      | 26    |

### Otros cargos
| Club           | País           | Año       | Cargo                          |
| -------------- | -------------- | --------- | ------------------------------ |
| Real Salt Lake | Estados Unidos | 2008-2011 | Coordinador divisiones menores |
| Chivas USA     | Estados Unidos | 2011-2012 | Asistente                      |

### Como entrenador
| Club               | País           | Año       | Partidos dirigidos |
| ------------------ | -------------- | --------- | ------------------ |
| Toronto FC         | Canadá         | 2014-2020 | 252                |
| Los Angeles Galaxy | Estados Unidos | 2021-Act. | 187                |

## Estadistícas como entrenador
| Equipo                   | Div.                | Temporada           | Liga | Liga | Liga | Liga | Liga |    | Copa | Copa | Copa | Copa |   | Internacional | Internacional | Internacional | Internacional | Internacional |   | Otros | Otros | Otros | Otros |     | Totales     | Totales | Totales | Totales | Totales | Totales | Totales | Totales | Totales |
| Equipo                   | Div.                | Temporada           | PD   | G    | E    | P    | Pos. | PD | G    | E    | P    | PD   | G | E             | P             | Pos.          | PD            | G             | E | P     | PD    | G     | E     | P   | Rendimiento | GF      | GC      | Dif.    |         |         |         |         |         |
| ------------------------ | ------------------- | ------------------- | ---- | ---- | ---- | ---- | ---- | -- | ---- | ---- | ---- | ---- | - | ------------- | ------------- | ------------- | ------------- | ------------- | - | ----- | ----- | ----- | ----- | --- | ----------- | ------- | ------- | ------- | ------- | ------- | ------- | ------- | ------- |
| Toronto FC · Canadá      | 1.ª                 | 2014                | 10   | 2    | 2    | 6    | 13.º | -  | -    | -    | -    | -    | - | -             | -             | -             | -             | -             | - | -     | 10    | 2     | 2     | 6   | 26.67%      | 9       | 15      | -6      |         |         |         |         |         |
| Toronto FC · Canadá      | 1.ª                 | 2015                | 34   | 15   | 4    | 15   | 12.º | 2  | 1    | 0    | 1    | -    | - | -             | -             | -             | 1             | 0             | 0 | 1     | 37    | 16    | 4     | 17  | 46.84%      | 61      | 64      | -3      |         |         |         |         |         |
| Toronto FC · Canadá      | 1.ª                 | 2016                | 34   | 14   | 11   | 9    | 5.º  | 4  | 2    | 1    | 1    | -    | - | -             | -             | -             | 6             | 4             | 1 | 1     | 44    | 20    | 13    | 11  | 55.3%       | 74      | 49      | +25     |         |         |         |         |         |
| Toronto FC · Canadá      | 1.ª                 | 2017                | 34   | 20   | 9    | 5    | 1.º  | 4  | 2    | 1    | 1    | -    | - | -             | -             | -             | 5             | 3             | 1 | 1     | 43    | 25    | 11    | 7   | 66.67%      | 87      | 43      | +44     |         |         |         |         |         |
| Toronto FC · Canadá      | 1.ª                 | 2018                | 34   | 10   | 6    | 18   | 18.º | 4  | 3    | 1    | 0    | 8    | 4 | 2             | 2             | 2.º           | -             | -             | - | -     | 46    | 17    | 9     | 20  | 45.29%      | 83      | 77      | +6      |         |         |         |         |         |
| Toronto FC · Canadá      | 1.ª                 | 2019                | 34   | 13   | 11   | 10   | 9.º  | 4  | 3    | 0    | 1    | 2    | 0 | 1             | 1             | 1/8           | 4             | 3             | 0 | 1     | 44    | 19    | 12    | 13  | 52.27%      | 74      | 64      | +10     |         |         |         |         |         |
| Toronto FC · Canadá      | 1.ª                 | 2020                | 23   | 13   | 5    | 5    | 2.º  | 4  | 1    | 2    | 1    | -    | - | -             | -             | -             | 1             | 0             | 0 | 1     | 28    | 14    | 7     | 7   | 58.33%      | 40      | 35      | +5      |         |         |         |         |         |
| Toronto FC · Canadá      | Total               | Total               | 203  | 87   | 48   | 68   | -    | 22 | 12   | 5    | 5    | 10   | 4 | 3             | 3             | -             | 17            | 10            | 2 | 5     | 252   | 113   | 58    | 81  | 52.51%      | 428     | 347     | +81     |         |         |         |         |         |
| LA Galaxy Estados Unidos | 1.ª                 | 2021                | 34   | 13   | 9    | 12   | 15.° | -  | -    | -    | -    | -    | - | -             | -             | -             | -             | -             | - | -     | 34    | 13    | 9     | 12  | 47.06%      | 50      | 54      | -4      |         |         |         |         |         |
| LA Galaxy Estados Unidos | 1.ª                 | 2022                | 34   | 14   | 8    | 12   | 8.º  | 4  | 3    | 0    | 1    | -    | - | -             | -             | -             | 2             | 1             | 0 | 1     | 40    | 18    | 8     | 14  | 51.67%      | 69      | 59      | +10     |         |         |         |         |         |
| LA Galaxy Estados Unidos | 1.ª                 | 2023                | 34   | 8    | 12   | 14   | 26.º | 3  | 2    | 0    | 1    | 2    | 0 | 0             | 2             | FG            | -             | -             | - | -     | 39    | 10    | 12    | 17  | 35.9%       | 59      | 74      | -15     |         |         |         |         |         |
| LA Galaxy Estados Unidos | 1.ª                 | 2024                | 34   | 19   | 7    | 8    | 3.º  | -  | -    | -    | -    | 3    | 1 | 1             | 1             | 1/16          | 5             | 5             | 0 | 0     | 42    | 25    | 8     | 9   | 65.87%      | 92      | 60      | +32     |         |         |         |         |         |
| LA Galaxy Estados Unidos | 1.ª                 | 2025                | 25   | 3    | 7    | 15   | -    | -  | -    | -    | -    | 7    | 3 | 2             | 2             | 1/4           | -             | -             | - | -     | 32    | 6     | 9     | 17  | 28.13%      | 44      | 60      | -16     |         |         |         |         |         |
| LA Galaxy Estados Unidos | Total               | Total               | 163  | 58   | 43   | 62   | -    | 7  | 5    | 0    | 2    | 12   | 4 | 3             | 5             | -             | 7             | 6             | 0 | 1     | 187   | 72    | 46    | 69  | 46.7%       | 314     | 307     | +7      |         |         |         |         |         |
| Total en su carrera      | Total en su carrera | Total en su carrera | 364  | 144  | 91   | 129  | -    | 29 | 17   | 5    | 7    | 22   | 8 | 6             | 8             | -             | 24            | 16            | 2 | 6     | 439   | 185   | 104   | 150 | 50.04%      | 742     | 654     | +88     |         |         |         |         |         |
| 1. 2. 3.                 |                     |                     |      |      |      |      |      |    |      |      |      |      |   |               |               |               |               |               |   |       |       |       |       |     |             |         |         |         |         |         |         |         |         |

### Resumen por competiciones
| Competición                      | Partidos | Ganados | Empatados | Perdidos | %      | Resultado        |
| -------------------------------- | -------- | ------- | --------- | -------- | ------ | ---------------- |
| Major League Soccer              | 364      | 144     | 91        | 129      | 47.89% | Campeón          |
| MLS Cup                          | 24       | 16      | 2         | 6        | 69.45% | Campeón          |
| Canadian Championship            | 18       | 11      | 3         | 4        | 66.67% | Campeón          |
| MLS is Back                      | 4        | 1       | 2         | 1        | 41.67% | Octavos de final |
| US Open Cup                      | 7        | 5       | 0         | 2        | 71.43% | Cuartos de final |
| Liga de Campeones de la Concacaf | 14       | 5       | 4         | 5        | 45.23% | Subcampeón       |
| Leagues Cup                      | 8        | 3       | 2         | 3        | 45.83% | Primera ronda    |
| TOTAL                            | 439      | 185     | 104       | 150      | 50.04% | 6 Títulos        |

## Palmarés

### Como jugador

#### Campeonatos nacionales
| Título                   | Club               | País           | Año  |
| ------------------------ | ------------------ | -------------- | ---- |
| Lamar Hunt U.S. Open Cup | Los Angeles Galaxy | Estados Unidos | 2001 |

#### Campeonatos internacionales
| Título                           | Club               | Sede           | Año  |
| -------------------------------- | ------------------ | -------------- | ---- |
| Liga de Campeones de la Concacaf | Los Angeles Galaxy | Estados Unidos | 2000 |
| Copa de Oro                      | Estados Unidos     | Estados Unidos | 2005 |

### Como entrenador

#### Campeonatos nacionales
| Título                       | Club               | País           | Año  |
| ---------------------------- | ------------------ | -------------- | ---- |
| Canadian Soccer Championship | Toronto FC         | Canadá         | 2016 |
| MLS Supporters' Shield       | Toronto FC         | Canadá         | 2017 |
| MLS Cup                      | Toronto FC         | Canadá         | 2017 |
| Canadian Soccer Championship | Toronto FC         | Canadá         | 2017 |
| Canadian Soccer Championship | Toronto FC         | Canadá         | 2018 |
| MLS Cup                      | Los Angeles Galaxy | Estados Unidos | 2024 |